# Olaf Gersemann
Olaf Gersemann (* 18. Juni 1968 in Ibbenbüren) ist ein deutscher Journalist und Buchautor.

## Leben und Karriere
Gersemann besuchte nach Abitur und Zivildienst in Ibbenbüren von 1989 bis 1992 die Kölner Journalistenschule. Zwischen 1991 und 1996 studierte er Volkswirtschaftslehre an der Universität zu Köln und am Trinity College Dublin. Von 1996 an arbeitete er als Redakteur für die Verlagsgruppe Holtzbrinck, erst beim Handelsblatt, dann bei der Wirtschaftswoche. Zwischen 1999 und 2005 war er als Washington-Korrespondent der Wirtschaftswoche tätig.
2005 wurde er Auslandschef der Financial Times Deutschland. Zwei Jahre später wechselte er zur WELT-Gruppe (Die Welt, Welt am Sonntag, N24), zunächst als stellvertretender Wirtschaftschef. Seit 2010 ist Gersemann dort Ressortleiter für Wirtschaft, Finanzen und Immobilien, bis 2016 mit Thomas Exner, bis 2019 mit Ileana Grabitz.
Gersemann ist verheiratet und hat zwei Kinder. Er lebt in Berlin.

## Werk
Gersemann schrieb drei Bücher über Drogen- und Wirtschaftspolitik. Im November 2017 verteidigte er Steueroasen unter anderem als „Schutz vor der Gier der Finanzminister“ und Schutz „vor staatlicher Willkür“ und „Übergriffen“ für Leute, „die einfach zu viel Geld haben, um es in der Matratze oder im Wandtresor unterzubringen“.
Während der COVID-19-Pandemie in Deutschland veröffentlicht er auf Twitter regelmäßig aktuelle Informationen zu Infektionszahlen. Er kritisierte dort in der Reihe „Modellierer des Schreckens“ Vorhersagen des Infektionsgeschehens.

## Auszeichnungen
Gersemann ist mehrfach für seine publizistische Arbeit ausgezeichnet worden: mit dem Ludwig-Erhard-Förderpreis für Wirtschaftspublizistik (2001), dem Templeton Enterprise Award (2007), dem Herbert Quandt Medien-Preis (2009) und dem State-Street-Preis für Finanzjournalisten (2012, 2016).

## Bücher
- Kontrollierte Heroinabgabe. Optionen einer künftigen Drogenpolitik, Hamburg 1996, S+W Steuer- und Wirtschaftsverlag, ISBN 978-3-89161-452-5
- Amerikanische Verhältnisse. Die falsche Angst der Deutschen vor dem Cowboy-Kapitalismus, München 2003, FinanzBuch Verlag, ISBN 978-3-89879-078-9. Übersetzungen ins Portugiesische, Russische und Englische („Cowboy Capitalism: European Myths, American Reality“, Washington, D.C., 2004, Cato Institute, ISBN 978-1-930865-78-5)
- Die Deutschland-Blase. Das letzte Hurra einer großen Wirtschaftsnation, München 2014, DVA, ISBN 978-3-421-04657-4